# Venoge
Venoge är ett vattendrag i Schweiz. Det ligger i den västra delen av landet, 80 km sydväst om huvudstaden Bern.
Trakten runt Venoge är nära nog obefolkad, med mindre än två invånare per kvadratkilometer.